# Johovac, Bijeljina
Johovac je naselje v občini Bijeljina, Bosna in Hercegovina. 

## Deli naselja
Donji Johovac, Gornji Johovac, Johovac in Kostići.

## Prebivalstvo
| Pregled števila prebivalcev po letih | Pregled števila prebivalcev po letih | Pregled števila prebivalcev po letih | Pregled števila prebivalcev po letih | Pregled števila prebivalcev po letih | Pregled števila prebivalcev po letih |
| ------------------------------------ | ------------------------------------ | ------------------------------------ | ------------------------------------ | ------------------------------------ | ------------------------------------ |
| 1948                                 | 1953                                 | 1961                                 | 1971                                 | 1981                                 | 1991                                 |
| -                                    | -                                    | -                                    | 343                                  | 324                                  | 338                                  |

| Narodna sestava prebivalstva po letih                                                                                      | Narodna sestava prebivalstva po letih                                                                                        | Narodna sestava prebivalstva po letih                                                                                      |
| --- | --- | --- |
| 1971 | 1981 | 1991 |
| . skupaj: 343 Srbi 342 (99,70 %) Hrvati 0 (0,00 %) Muslimani 0 (0,00 %) Jugoslovani 0 (0,00 %) drugi in neznano 1 (0,29 %) | . skupaj: 324 Srbi 286 (88,27 %) Hrvati 0 (0,00 %) Muslimani 0 (0,00 %) Jugoslovani 36 (11,11 %) drugi in neznano 2 (0,61 %) | . skupaj: 338 Srbi 333 (98,52 %) Hrvati 0 (0,00 %) Muslimani 0 (0,00 %) Jugoslovani 4 (1,18 %) drugi in neznano 1 (0,29 %) |